# Corinne Gendron
Pour les articles homonymes, voir Gendron.
Corinne Gendron, née le 19 juin 1968 à Montréal (Québec-Canada) est une universitaire et chercheuse canadienne, juriste, titulaire d'un MBA et sociologue, spécialiste des nouvelles formes de régulation économique.

## Carrière
Corinne Gendron a dirigé la Chaire de responsabilité sociale et de développement durable de l'Université du Québec à Montréal pendant plus de 15 ans, aujourd’hui connue sous l’appellation du CRSDD (Chercheur.es en responsabilité sociale et développement durable). Elle est professeure au département de Stratégie, responsabilité sociale et environnementale de l'École des sciences de la gestion de l'UQAM.
Elle est l'une des fondatrices de L'école de Montréal de la RSE et a contribué, à travers de nombreuses publications scientifiques, à la recherche sur le processus d'institutionnalisation des mouvements du commerce équitable, de l'investissement socialement responsable et du consumérisme engagé dans divers secteurs. Elle est membre depuis mai 2011 du Comité de l'évaluation environnementale stratégique sur les gaz de schiste du gouvernement du Québec. Elle est également membre du Bureau d’audiences publiques sur l’environnement (BAPE) depuis 2011. 
Elle est membre du conseil d’administration du Fonds de recherche du Québec – Société et culture (FRQSC) et a aussi été membre du conseil d’administration de l’UQAM de 2013 à 2020. Depuis 2013, elle est également présidente du conseil scientifique de l'Institut National de l'Environnement Industriel et des Risques (INERIS) en France. 
Depuis 2020, elle est membre du conseil scientifique de Finansol.  

## Thèmes de recherche
Corinne Gendron est spécialisée en responsabilité sociale et environnementale, en innovation et acceptabilité sociale ainsi qu’en gouvernance. Elle mène des recherches sur les représentations sociales de l’élite économique et politique, sur l’évolution de l’entreprise comme institution sociale, et sur les dynamiques d’acceptabilité sociale des nouvelles technologies et des grands projets.

## Distinctions
Prix de la meilleure thèse de l’Institut de recherche en économie (IRÉC) pour son travail intitulé "Éthique et développement économique: le discours des dirigeants d’entreprises sur l’environnement".
En 2014, elle est élue membre de l'Académie des technologies française où elle co-préside le pôle Technologies, Économies et Sociétés. 
Par décret du Président de la République en date du 31 décembre 2015, Corinne Gendron a été élevée au rang de Chevalier de l'Ordre national de la Légion d'honneur par le Ministère de l'éducation nationale, de l'enseignement supérieur et de la recherche de la France.
Elle a aussi été reçue membre de la Société Royale du Canada en 2019.

## Principaux ouvrages
- 2013. Avec Bernard Girard. Repenser la responsabilité sociale de l'entreprise L'école de Montréal, Armand Colin.
- 2013. Regulation Theory and Sustainable Development: Business Leaders and Ecological Modernisation, Routledge.
- 2010. Avec Jean-Guy Vaillancourt et René Audet. 2010. Développement durable et responsabilité sociale. De la mobilisation à l'institutionnalisation, Presses Internationales Polytechnique.
- 2009. Avec Véronique Bisaillon et Arturo Palma-Torres. Quel commerce équitable pour demain, Les Presses ÉCLM (Paris) et Écosociétés (Montréal).
- 2007. Vous avez dit développement durable?, Les Presses internationales Polytechnique.
- 2007. Avec Jean-Guy Vaillancourt. Environnement et sciences sociales. Les défis de l'interdisciplinarité, Collection Sociologie contemporaine, Presses de l'Université Laval.
- 2006. Le développement durable comme compromis. La modernisation écologique de l’économie à l’ère de la mondialisation, Collection Pratiques et politiques sociales et économiques, Presses de l’Université du Québec.
- 2006. Avec Jean-Guy Vaillancourt. Économie, Société et environnement, Les Presses de l’Université Laval.
- 2004. La gestion environnementale et ISO 14 001, Les Presses de l’Université de Montréal.
- 2003. Avec Jean-Guy Vaillancourt (dir.). Développement durable et participation publique. De la contestation écologiste aux défis de la gouvernance, PUM.